# Passage de Richelieu
Passage de Richelieu är en passage i Quartier du Palais-Royal i Paris första arrondissement. Passagen är uppkallad efter kardinal Richelieu. Passage de Richelieu börjar vid Rue de Montpensier 15 och slutar vid Rue de Richelieu 18.

## Bilder
| - Jardin du Palais-Royal. |

## Omgivningar
- Saint-Roch
- Palais-Royal
- Jardin du Palais-Royal

## Kommunikationer
- Tunnelbana – linjerna   – Pyramides
- Tunnelbana – linjerna   – Palais Royal – Musée du Louvre
- Busshållplats Palais-Royal – Comédie Française – Paris bussnät

### Webbkällor
- ”Passage de Richelieu”. Mairie de Paris. https://web.archive.org/web/20190905051507/http://www.v2asp.paris.fr/commun/v2asp/v2/nomenclature_voies/Voieactu/8200.nom.htm. Läst 14 januari 2023.
- ”Passage de Richelieu (1er arrondissement)”. Les rues de Paris. https://web.archive.org/web/20190926221142/http://www.parisrues.com/rues01/paris-01-passage-de-richelieu.html. Läst 14 januari 2023.